# Tedi Cara
Tedi Cara (sinh ngày 15 tháng 4 năm 2000) là một cầu thủ bóng đá người Albania hiện đang thi đấu tại vị trí tiền đạo cho câu lạc bộ Oleksandriya ở Giải bóng đá Ngoại hạng Ukraina.